# Allenia
Cet article court présente un sujet plus développé dans : Allenia fusca.
Genre
Allenia est un genre monotypique de passereaux de la famille des Mimidae.

## Liste des espèces
Selon la classification de référence du Congrès ornithologique international (version 6.4, 2016) :
- Allenia fusca (Statius Müller, PL, 1776)
  - Allenia fusca atlantica (Buden, 1993)
  - Allenia fusca fusca (Statius Müller, PL, 1776)
  - Allenia fusca hypenema (Buden, 1993)
  - Allenia fusca schwartzi (Buden, 1993)
  - Allenia fusca vincenti (Kratter, AW & Garrido, 1996)